# 2015年度TVB8金曲榜頒獎典禮得獎名單
2015年度TVB8金曲榜頒獎典禮，於2016年1月16日晚上假香港將軍澳電視廣播城舉行，由胡蓓蔚、金剛及崔建邦主持，本年頒發6項獎項，共17個獎項。

## 得獎名單

### TVB8金曲榜金曲獎
- One Day - 張敬軒
- 當狗愛上貓 - 鄭俊弘
- 眼淚的秘密 - 吳若希
- 總是 - 林曉培
- Going Going - N-SONIC
- 少年遊 - 羅力威
- 明知道 - 胡鴻鈞
- 無心傷害 - 泳　兒
- 一個月亮 - 糖　妹
- 郵輪 - 許廷鏗

### TVB8金曲榜最佳原創歌曲金獎
- 夏之咩 - 羅力威

### TVB8金曲榜最佳新人獎
- 金獎：劉威煌
- 銀獎：楊凱琳
- 銅獎：丁　悅

### TVB8金曲榜亞太區最受歡迎男歌手獎
- 張敬軒

### TVB8金曲榜亞太區最受歡迎女歌手獎
- 林曉培

### TVB8金曲榜金曲金獎
- 眼淚的秘密 - 吳若希

## 播放媒體
是次頒獎典禮會由電視廣播有限公司（無綫電視）旗下頻道播放，包括，
- 香港：TVB8（直播）、翡翠台（直播）
- 澳門：TVB8（直播）
- 中国：TVB8（直播）
- 越南：TVB8（直播）
- 新加坡：TVB8（直播）
- ：TVB8（直播）
- 美国：TVB8（轉播）

## 外部連結
- 2015年度TVB8金曲榜頒獎典禮 官方網站（页面存档备份，存于）